# Ring så spelar vi
Ring så spelar vi är ett svenskt radioprogram som började sändas 1968. Det sänds i Sveriges Radio P4 på lördagsmorgnar. Hasse Tellemar  ledde programmet 1969–1988. Programmet leds sedan 2018 av Pernilla Månsson Colt och Christer Lundberg.

## Programinnehåll
Programmet bygger på samtal/frågesport/önskemusik - ett enkelt koncept som fungerat sedan starten. Lyssnarna kan ringa in till en telefonsluss och önska de låtar som de vill höra i radio. Producenten väljer ut vad som spelas för att ge geografisk, åldersmässig och musikalisk variation. Detta kombineras med en frågesport, där den som svarar rätt kan vinna priser som i huvudsak består av presentkort som kan lösas in mot t.ex. böcker, biljetter, kläder. Den högsta vinsten, "helchansen", är en glasbåt designad av Bertil Vallien.  
Man kan även få en plats i programmet om man spelar webbspelet som nås från programmets hemsida. Har man sju rätt i rad kan man vara en av de två vinnare som dras för att inleda programmet. Härifrån dras även en "Lucky Loser" och då får man höra sin önskemusik. Ytterligare en möjlighet att komma med i programmet är om man lyckas göra en fyndig fråga till det svar som ges först på sociala medier och sedan i sändning. Då blir man "Veckans frågemakare".

## Historia
Det första programmet sändes den 20 april 1968 med Lars Hamberg som programledare. Då sände man både lördagar och söndagar i P3. Det var Hamberg som tillsammans med Ulf Peder Olrog utvecklade den ursprungliga idén.
Hasse Tellemar tog över som programledare den 5 september 1969. Tellemar ledde programmet i nästan två årtionden, till nyårsafton 1988. Minst lika känd som Tellemar blev Kjäll Fröderberg (född 14 december 1933, död 16 februari 2018), som såg till att de skivor som önskades snabbt hittades i Grammofonarkivet, och som ibland även var med i sändningen för att få lite fler ledtrådar till svårfunna skivor. Efter Tellemar tog Thord Carlsson och Mona Krantz över. I juli 1996 gick de båda i pension och efterträddes av Lisa Syrén. Lasse Swahn var programledare tillsammans med Syrén 1997-2008. Sedan 2008 har Lisa Syrén varit ordinarie programledare, men programmet har haft flera gästprogramledare.
Signaturen har i alla år varit densamma. Den är ett montage av i huvudsak låten "Goofus" från Duane Eddys album "The roaring twangies", men det allra första karaktäristiska ackordet är inklippt från låten "Wicked woman from Wickenburg" på samma album.
År 2008 firade "Ring så spelar vi" 40-årsjubileum vilket bland annat uppmärksammades med flera sändningar inför publik. 
År 2013 firades 45-årsjubileet på Vara Konserthus med publik och Bohuslän Big Band som framförde lyssnarnas önskningar live. Solister var Shirley Clamp och Roger Pontare.
År 2018 firade programmet 50 år. Denna gång sändes programmet från Sparresalen i Karlskrona. Marinens Musikkår spelade all musik live. Även signaturen som blev en stor överraskning. Viktoria Tolstoy och Linus Norda medverkade som sångsolister.
Den 24 maj 2018 meddelade Lisa Syrén att hon efter 22 år som programledare slutar och lämnar över till Pernilla Månsson Colt och Christer Lundberg.

## Programledare
Följande programledare har deltagit följande år.
- 1968–1969 – Lars Hamberg
- 1969–1988 – Hasse Tellemar
- 1989–1996 – Mona Krantz/Thord Carlsson
- 1996–1997 – Lisa Syrén
- 1997–2008 – Lisa Syrén/Lasse Swahn
- 2008–2018 – Lisa Syrén
- 2018–2022 – Pernilla Månsson Colt/Christer Lundberg
- 2022–idag – Pernilla Månsson Colt/Christer Lundberg/Farah Abadi/Lasse Persson

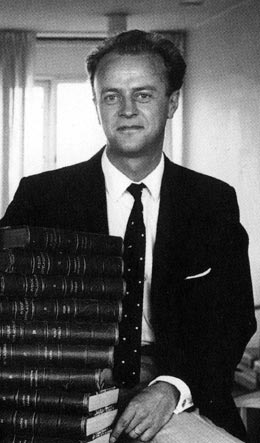
Thord Carlsson, 1989–1996.
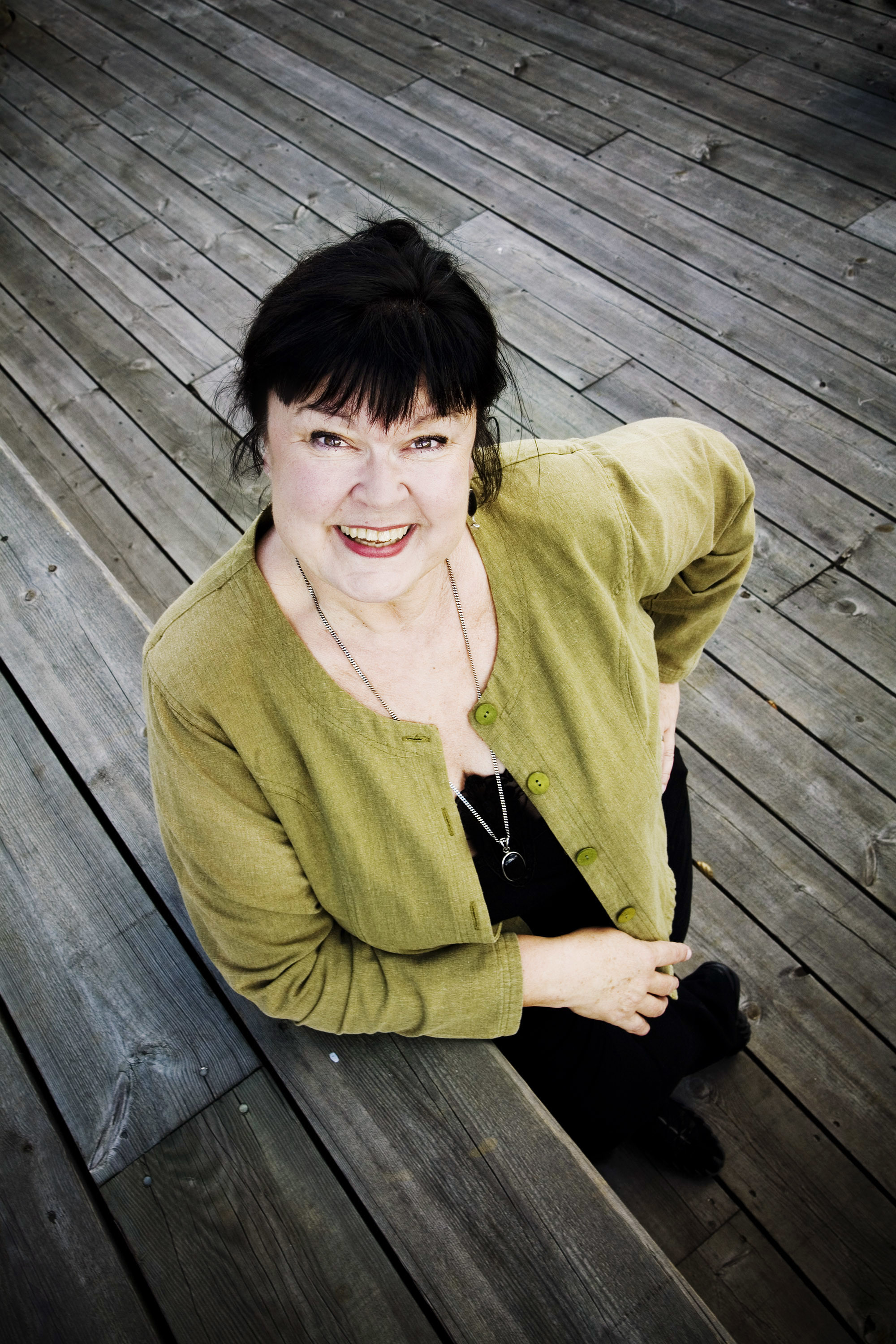
Lisa Syrén, 1996–2018.
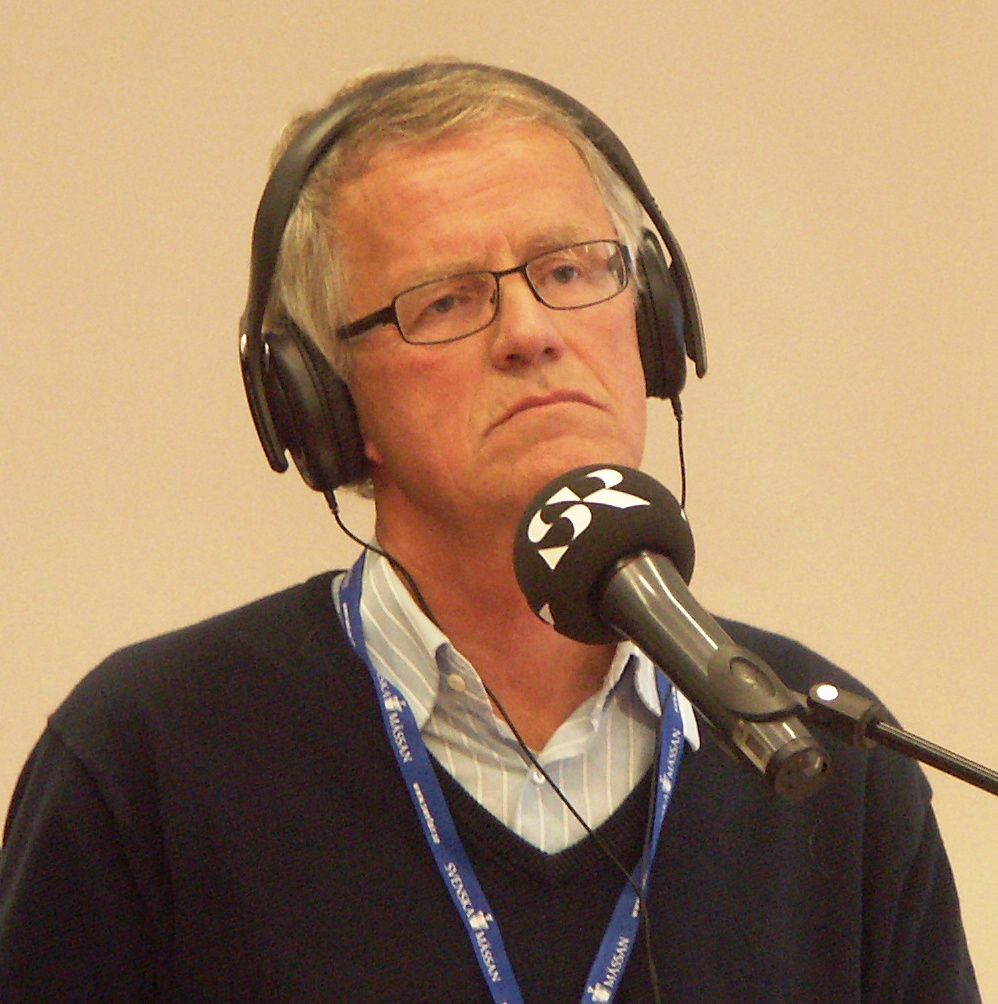
Lasse Swahn, 1997–2008.

## Källhänvisningar
1. ↑  ”Historien om Ring så spelar vi - Ring så spelar vi”. Sveriges Radio. http://sverigesradio.se/sida/artikel.aspx?programid=1148&artikel=3106794. Läst 17 april 2018.
2. ↑  Minnesrummet: Kjäll Fröderberg, läst 24 februari 2018
3. ↑  DN 24 februari 2018: Radioprofilen Kjäll Fröderberg död, läst 24 februari 2018
4. ↑  ”Sveriges Radio, Lisa Syréns besked: Jag slutar med "Ring så spelar vi"”. https://sverigesradio.se/sida/artikel.aspx?programid=2151&artikel=6959940. Läst 24 maj 2018.
5. ↑  Johansson, Stefan (1998-04-17): "”Ring – så firar vi”". Aftonbladet.se. Läst 2 januari 2015.
6. ↑  " Fakta och historik om Ring så spelar vi". Sverigesradio.se. Läst 2 januari 2015.
7. ↑  "Ändringar i ”Ring så spelar vi” – nya programledarna". Expressen.se Läst 30 juli 2022.